# 知道天空有多藍的人啊
《知道天空有多藍的人啊》（日语：空の青さを知る人よ）是由長井龍雪執導、CloverWorks制作的日本動畫電影。2019年10月11日于日本上映。

## 製作
本作是由動畫導演长井龙雪、編劇岡田麿里、人物設定田中將賀組成的動畫製作團隊超和平Busters的原創動畫電影，與《我們仍未知道那天所看見的花的名字。》（簡稱：未聞花名）、《心灵想要大声呼喊》共同組成三部曲，並且同樣是以埼玉縣秩父市周邊作為故事舞臺。
主人公的配音演員是吉澤亮、這也是他第一次嘗試在長篇動畫中參與配音。。

## 劇情
“井底之蛙不會知道大海的遼闊，但是會知道天空有多藍”
連結過去與現在，痛苦而不可思議的“第二次初戀”的故事。
相生葵是住在環山小鎮的17歲高中二年生。現在已是決定將來出路的重要時期，但她卻完全不備考，一有空閒就去彈奏最喜歡的貝斯，每天都沉浸在音樂當中。看到葵這個樣子，她的姐姐茜感到十分擔心。姐妹兩人在13年前因事故而失去雙親。當時高三的茜打消了和戀人一同上京的念頭，在本地就職。自那以來，她就代替父母照顧葵，兩個人相依為命。看到姐姐為了養育自己而放棄了包括戀愛在內的各種事情，葵感到了內疚。是自己從姐姐的人生當中奪走了自由……。就在這樣的某一天。鎮上舉辦的音樂祭請來了大牌歌手·新渡戶團吉。而作為他的伴奏被公布的，是某個男人的名字。金室慎之介。茜以前的戀人，也是把音樂的樂趣告訴葵、她所憧憬的人。高中畢業後前往東京，從此音訊全無的慎之介，終於回來了……。得知此事的葵的面前，突然出現了“他”。“他”是慎之。仍然維持高中生時代的樣貌，從過去穿越時光而來的，18歲的金室慎之介。由於這意想不到的重逢，葵對慎之的憧憬轉變為戀情。另一方面，茜與慎之介時隔13年再次重逢。令人痛苦而不可思議的四角關係……連結過去與現在的“第二次初戀”開始了。

## 主要角色
金室慎之介（聲：吉澤亮）
31歲。賣不出唱片的吉他手。茜的前戀人。高中畢業後，為了發展音樂事業而前往東京。從此以後，與茜以及家鄉的朋友們再沒有聯絡，杳无音信。這次故事中，時隔13年，作為著名歌手的伴奏樂團吉他手，再次回到久違的鄉村。
雖然慶幸仍能夠以音樂作為職業，但對於未能順利發展個人音樂事業而失落。處於失去夢想、迷失方向的狀態。以落魄的姿態回到家鄉，不願面對昔日的同伴，以傲慢掩飾自己的自卑。仍然愛慕着茜。
慎之
13年前穿越過來的、18歲的金室慎之介。對於自己為甚麼能夠穿越時間而來，本人也不清楚。
以與茜吵架後的一天姿態，出現在葵練習低音電結他的佛堂裏。記憶停留在那一天，猶如生靈一般與本體同時存在；不能離開佛堂，也像地縛靈。不會肚餓，但會因為想吃美食而進食。由於只有上京前的記憶，所以仍然抱有對夢想的憧憬和熱忱。目標是成為出色音樂人後回鄉迎娶茜。
相生茜（聲：吉岡里帆）
葵的姐姐。31歲，在市政廳工作。高中三年級時父母喪生，與當時決定上京的戀人慎之介分開，留在當地就職工作。充當雙親的角色養育着葵。與戀愛無緣，一直沒有相關傳聞，直至...
和藹可親，與當地人關係良好，是別人眼中的模範姐姐。很照顧葵。
相生葵（聲：若山詩音）
前路未明的17歲高中二年級生。13年前因為意外而喪失雙親。與姐姐茜兩人一起居住。喜愛音樂，希望畢業後上京發展音樂事業。遇見了兒時憧憬的18歲的慎之介——慎之，隨即墮入了愛河。
渴望離開家鄉的真正原因是想離開姐姐，不成為姐姐的累贅，讓她可以隨心所欲地過活。
新渡戶團吉（聲優：松平健）
慎之介作為伴奏吉他手的樂團裏的著名演歌歌手。很了解現在的慎之介。
每次到地區表演前都要到當地遊樂，聲稱要感受當地的氣氛。會佩帶有着自己名字的形狀的頸鏈。
中村正道（聲：落合福嗣）
市政廳職員，負責主辦這次的音樂祭。31歲，曾經離婚，有着「正小道」的花名。是茜和慎之介的同級生，高中時擔任鼓手，與慎之介一同組樂團。單戀着茜，卻始終不能跨出那一步。
中村正嗣（聲：大地葉）
正道的獨生子，花名是「小嗣」。11歲的小學五年級生。有着大人般的成熟，很擅長擔當聆聽者角色，一直以來是葵談天說地的好朋友。但是卻喜歡不上慎之...
大瀧千佳（聲：種崎敦美）
葵的同級生，17歲的高中二年級生。喜歡音樂，目標是結識到有玩樂團的男友。就算是大叔也沒關係，於是便積極地向慎之介發動攻勢。

## 製作人員
| - 原作：超和平Busters - 导演：長井龍雪 - 脚本：岡田麿里 - 人物设定、總作画監督：田中将賀 - 音樂：横山克 - 主題歌：愛繆「知道天空有多藍的人啊」（unBORDE、日本華納音樂） - 製作：岩上敦宏、宇津井隆、市川南、古澤佳寬、井上伸一郎 - 企画、製作人：清水博之、川村元氣、齊藤俊輔 - 製作人：小田桐成美、尾崎紀子 - 共同製作人：日高峻 - 演出：黑木美幸 - 美術导演：中村隆 | - 色彩設計：中島和子 - 背景設定：川妻智美 - 撮影、CG監督：森山博幸 - 編集：西山茂 - 音響監督：明田川仁 - 動畫製作人：賀部匠美 - 制作統括：岩田幹宏 - 宣傳製作人：鎌田亮介 - 发行：東宝 - 制作：CloverWorks - 製作：Aniplex、富士電視台、東宝、STORY、KADOKAWA |

## 主題曲
全作詞、作曲、主唱：愛繆
主题曲「知道天空有多藍的人啊」
編曲：立崎優介、近藤隆史、田中裕介、岡村美央
片尾曲「葵」
編曲：關口慎吾

## 多媒体化

### 小说
- 《小说 知晓天空之蓝的人啊》額賀澪 著、2019年8月23日、角川文库、ISBN 978-4-04-108655-1
  - 2019年9月25日、角川Tsubasa文库、ISBN 978-4-04-631949-4、 绘
- 《知晓天空之蓝的人啊 Alternative Melodies》岬鷺宮 著、2019年10月10日、电击文库、ISBN 978-4-04-912801-7
  - 知晓天空之蓝的人啊 别样的旋律 2022年12月、天闻角川文学、ISBN 978-7-5306-8396-5

### 漫画
蜷川八重子编绘，自2019年7月26日至2021年1月29日于Comic Newtype（KADOKAWA）连载。全4卷完结。
| 卷數 | 小學館         | 小學館                 | 天闻角川      | 天闻角川               |
| 卷數 | 發售日期       | ISBN                   | 發售日期      | ISBN                   |
| ---- | -------------- | ---------------------- | ------------- | ---------------------- |
| 1    | 2019年10月25日 | ISBN 978-4-04-108848-7 | 2022年5月20日 | ISBN 978-7-5583-3248-7 |
| 2    | 2020年4月25日  | ISBN 978-4-04-109438-9 | 2022年5月20日 | ISBN 978-7-5583-3248-7 |
| 3    | 2020年9月24日  | ISBN 978-4-04-110178-0 | 2022年5月20日 | ISBN 978-7-5583-3248-7 |
| 4    | 2021年3月26日  | ISBN 978-4-04-111186-4 | 2022年5月20日 | ISBN 978-7-5583-3248-7 |

## 外部連結
- 動畫電影『知道天空有多藍的人啊』官方網站 （页面存档备份，存于）（日語）
- 電影『知道天空有多藍的人啊』的X（前Twitter）
- 電影『知道天空有多藍的人啊』的Instagram帳戶